# František Cvetler
František Cvetler (15. února 1911 – 2. září 1969 Praha) byl český fotbalista a sportovní organizátor.

## Život
Na rozhraní třicátých let začal hrát fotbal ve svých 13 letech, kdy vstoupil do dorostu Unionu Žižkov. Brzy se stal kapitánem dorosteneckého mužstva, které za jeho éry slavilo velké úspěchy. Vyhrálo župní mistrovství a vybojovalo si účast v celostátním mistrovství. V 18 letech byl již členem A mužstva, které mělo význačné postavení v pražské kopané. Ač dostal řadu lákavých nabídek od předních profesionálních pražských klubů, přestoupil ve svých 21 letech do malého amatérského klubu SK Slavie Žižkov, za který sehrál více než 500 zápasů. Později prošel snad všemi funkcemi ve výboru klubu včetně několikaletého působení jako předseda SK.
Od roku 1933 a během války byl zaměstnancem pražského magistrátu. I zde se, kromě své práce v sociálním úřadě, věnoval sportu. Byl starostou ZSJ (Závodní sokolská jednota) zaměstnanců města Prahy a zároveň vedoucím oddílu ledního hokeje. Po znárodnění zimního stadionu na Štvanici byla jmenována národní správa, kde byl jedním ze správců (spolu s p. Rezkem, p. Miškovským a p. Velátem) a později krátce ředitelem ZS (předal funkci p. Ranuškovi).
8. října 1948 byl zvolen předsedou odboru ledního hokeje ČOS (Česká obec sokolská). Toto funkčního období se stalo do té doby nejslavnější a nejvzrušující z celé dosavadní historie ledního hokeje. I přes těžkou ztrátu, která postihla lední hokej hned na začátku sezóny tragickým odchodem šesti členů národního mužstva (zmizení letadla nad Lamanšským průlivem při cestě reprezentačního mužstva z Paříže do Londýna, Dr. Cvetler byl jedním z vedoucích výpravy) jsme dokázali vyhrát mistrovství světa 1949 (druhý titul MS po slavném vítězství v roce 1947 v Praze na Štvanici). Výprava se vracela domů vlakem, který během cesty nabral více než hodinové zpoždění zaviněné vítáním ve všech místech na trati. V Praze přišly hokejisty uvítat desetitisíce lidí.
V roce 1949 zanikla ČOS a byla vytvořena celostátní organizace tělovýchovy a sportu – SVTVS (Státní výbor tělesné výchovy a sportu). Do funkce předsedy hokejového svazu byl jmenován Karel Klíma. Dr. Cvetler však nadále pracoval v hokejovém svazu jako člen různých komisí. Byly to jeho dobrovolné a neplacené funkce.
Dr. Cvetler zůstal sportu nadále věrný. Zpočátku byl zaměstnán na ÚRO (Ústřední rada odborů) jako tělovýchovný pracovník, později přešel do TJ Motorlet Praha, kde vykonával funkci místopředsedy TJ. Zároveň byl vedoucím prvoligového mužstva Spartak Motorlet, kde dokonce (ač nikdy hokej nehrál) byl po odchodu trenéra Pergla pověřen kaučováním mužstva při zápasech (sezóna 1956–57). Mužstvo silně ohrožené sestupem (poslední po 11 kolech se ztrátou 4. bodů) se nejen zachránilo v lize (ze zbývajících 15 zápasů 9 vyhrálo), ale porazilo na Štvanici Spartak Sokolovo 2 : 1 a na Kladně místní Baník 5 : 1.
V té době se též věnoval rekreačně tenisu a Štvanici zůstal věrný i v tomto sportu. Stal se funkcionářem tenisového oddílu TJ Motorlet Praha (I. ČLTK – První český lawn tenisový klub) a ke konci života i jeho předsedou.
Od roku 1957 pracoval v hospodářsko-právním oddělení ÚV ČSTV (Ústřední výbor tělesné výchovy a sportu), kde kromě své právnické práce se podílel na organizování různých sportovních a tělovýchovných akcí od Závodu míru, Spartakiád, různých mistrovstvích Evropy a světa konaných v Československu, hlavně pak ledních sportů. Dlouhá léta spolupracoval s deníkem Práce, kde pod svým jménem a autorskou značkou -fcv- publikoval ve sportovním zpravodajství.

## Ocenění
Byl držitelem Čestného uznání Pražské župy kopané za zásluhy o pražskou kopanou a odehrání 500 zápasů. V roce 1961 získal Zlatý pamětní odznak za zásluhy o rozvoj kopané v ČSSR a Veřejné uznání za zásluhy o rozvoj Československé tělesné výchovy II. stupně, několik pamětních medailí a čestných uznání za organizaci Spartakiád.

## Dílo
- František Cvetler a kol.: Hospodář tělovýchovné jednoty, Díl 1, Státní tělovýchovné nakladatelství, Praha, 1961, 1. vyd., 271 s.
- František Cvetler a kol.: Hospodář tělovýchovné jednoty, Díl 2, Státní tělovýchovné nakladatelství, Praha, 1961, 1. vyd., 127 s.